# Bupalus nigricarius
Bupalus nigricarius är en fjärilsart som beskrevs av Bachh. 1881. Bupalus nigricarius ingår i släktet Bupalus och familjen mätare. Inga underarter finns listade i Catalogue of Life.